# كونيهيرو كاواموتو
كونيهيرو كاواموتو (باليابانية: 河本邦弘) مواليد 1 سبتمبر 1975، هو مؤدي أصوات ياباني.

## الأعمال
- كليمور
- أكاديمية أليس
- جينتاما
- هاياتي الخادم المقاتل
- إيداتين جمب
- الزهرة البريئة
- ماريا ساما غا ميترو
- ناروتو
- تسوباسا كرونيكل
- سيف النار
- بيت من ورق
- الموقف الأخير
- كامب لازلو
- مراهقو التايتنز

## وصلات خارجية
- كونيهيرو كاواموتو على موقع IMDb (الإنجليزية)
- كونيهيرو كاواموتو على موقع قاعدة بيانات الفيلم (الإنجليزية)
- كونيهيرو كاواموتو على موقع كينوبويسك (الروسية)
- كونيهيرو كاواموتو على موقع ANN person (الإنجليزية)

1. ↑  "IMDB".